# رنو تلیسمان
رنو تلیسمان یا تالیسمان (به انگلیسی: Renault Talisman) به معنای سحر و جادو خودرویی سدان در کلاس خودروی اندازه متوسط محصول شرکت رنو می‌باشد که با همکاری نیسان ساخته شده. راننده و سرنشین‌ها با امکانات ایمنی بیشماری محافظت می‌شوند مثل سامانه نظارت نقاط کور، سامانه خروج از خط، تابلو خوان و ترمزگیری اضطراری. صندوق این ماشین ۶۰۸ لیتر فضا دارد. سامانه اطلاعات سرگرمی شبیه مگان و خودروهای پیشین است به شما اجازه می‌دهد تجربه رانندگی‌تان را شخصی‌سازی کنید.

## مشخصات فنی
این خودرو مجهز به موتور ۱٫۶ لیتری سینگل توربو با قدرت ۲۰۰ اسب بخار و موتور این خودرو برای نیسان جوک است. البته در برخی از بازارها از جمله ایران که به دلیل پایین بودن کیفیت سوخت فیلترهای این خودرو برای این بازارها بزرگتر در نظر گرفته شده تا آسیب کمتری به موتور برسد و همین باعث شد که در این نسخه‌ها قدرت موتور به حدود ۱۹۰ اسب بخار کاهش یابد. گیربکس این خودرو ۷ سرعته دوکلاچه می‌باشد که باعث تعویض سریع دنده‌ها می‌شود ولی در حرکت در سر بالایی ممکن است کمی مکث کند تا حرکت کند. شتاب صفر تا صد این خودرو حدود ۷٫۶ ثانیه نیز می‌باشد.

## امکانات رفاهی

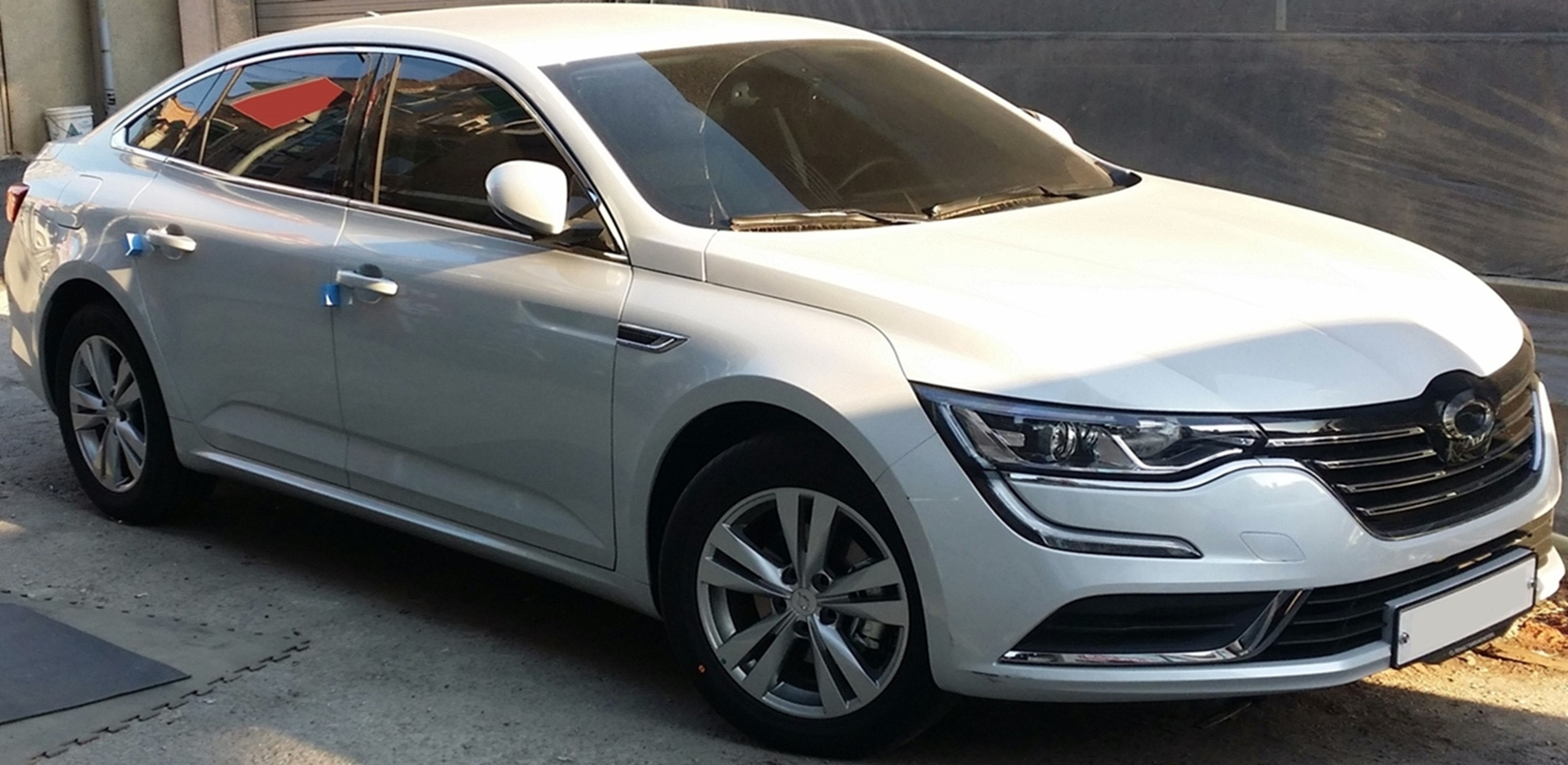
رنو سامسونگ اس.ام. ۶

امکانات این خودرو شامل سقف پانوراما یا تمام شیشه‌ای (به صورت سفارشی)، سامانه تهویه دوگانه، استارت دکمه‌ای با قابلیت روشن کردن از بیرون، کروز کنترل هوشمند و لیمیتر سرعت، مانیتور R LINK-2 نسل دوم ۸٫۷ اینچی، سامانه صوتی BOSE با ۱۳ بلندگو، تودوزی چرم، دی‌لایت (چراغ روز) مدل C شکل، رایانه سفر، جالیوانی و زیر آرنجی عقب، آینه حساس به نور، حسگر نور و باران، قابلیت وصل شدن سامانه صوتی به بلوتوث، AUX , iPod و USB، موس وسط، تنظیم حالت رانندگی (شامل Comfort , Personal , Eco , Sport و Normal)، اتو هلد، چراغ شور جلو، تشخیص جهت چرخش خودرو و روشنایی نور در جهت پیچ، ماساژِر صندلی‌های جلو، گرمکن و سرد کن صندلی جلو، گرمکن صندلی عقب، گرمکن فرمان، یو اس بی صندلی‌های عقب با خروجی AUX به عقب، دریچه هوای صندلی عقب، رایانه سفر را دارا می‌باشد.

## امکانات ایمنی
این خودرو مجهز به رادار نقطه کور، رادار خطی، تشخیص سرعت مجاز جاده‌ها، اعلام زمان واکنش راننده، حسگر باد لاستیک‌ها و تنظیم باد لاستیک، حسگر پارک جلو، دوربین و حسگر دنده عقب، سامانه کمکی پارک و اتو پارک، ترمز جلو دیسکی خنک شونده، ترمز عقب دیسکی، سامانه الکتریکی کنترل کشش و پایداری می‌باشد.

## نگارخانه

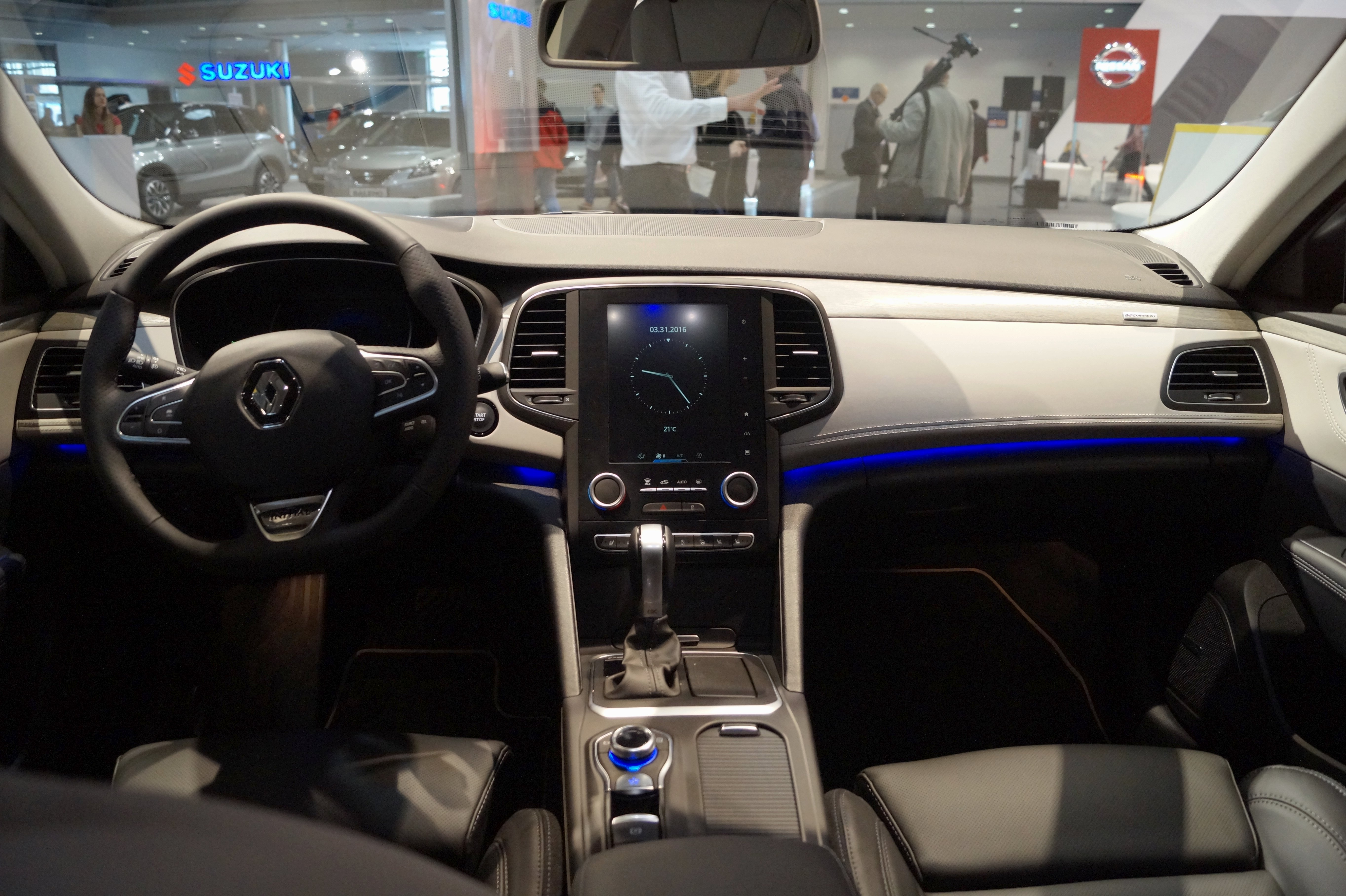
نمایی از درون خودرو

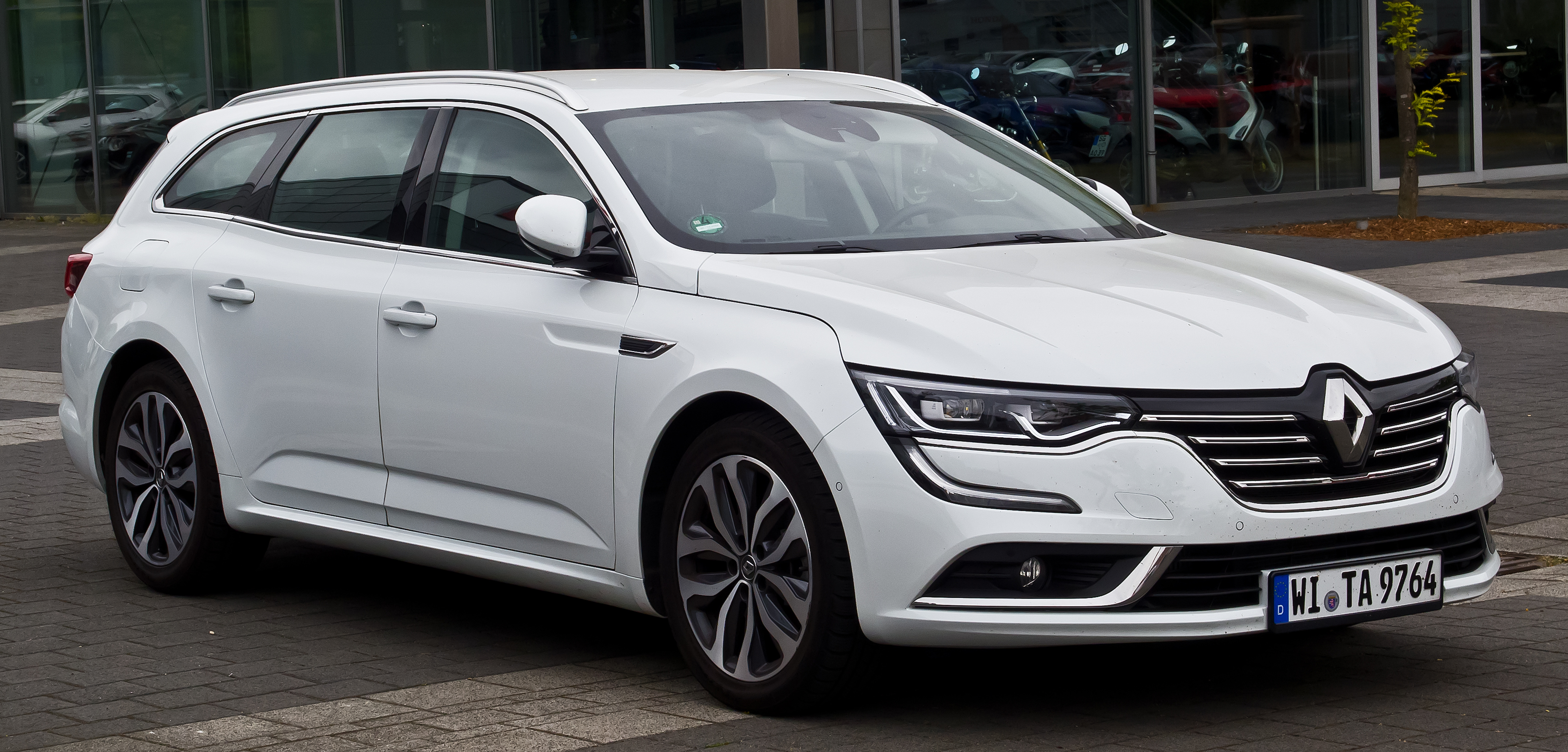
گرند تور